# Homolje
Homolje (cirílico serbio: Хомоље, es una pequeña región geográfica situada al este de Serbia, al sur del río Danubio. Su centro es la ciudad de Žagubica, con partes más pequeñas que pertenecen a los municipios de Kučevo, Majdanpek y Petrovac. En sentido estricto, el término "Homolje" se aplica únicamente al valle de Homolje en torno al río Mlava, pero suele aplicarse a las montañas de Homolje (940 m) al norte del valle y a los montes Beljanica y Crni Vrh al sur. Está poco poblada y es famosa por su naturaleza virgen.
El río principal es el Mlava, que recibe nueve afluentes por la derecha y seis por la izquierda. Pero hay otros numerosos manantiales cársicos, ríos que se hunden y rápidos. Hay cuatro desfiladeros en la zona (Gornjak, Ribare, Osanica y Tisnica) y numerosas cuevas inexploradas (Cueva de Pogana, Cueva de Ledena, Cuevas de Strogine). La región está cubierta de espesos bosques y muchos sumideros y fosas.
Homolje también es conocida por su folclore que incluye abundantes leyendas de vampiros, dragones, hadas y murciélagos.

## Población
Lugares poblados en Homolje (censo de 2002):
| Sitio      | Área (km²) | Población | Densidad |
| ---------- | ---------- | --------- | -------- |
| Žagubica   | 189.84     | 3,197     | 17       |
| Laznica    | 74,81      | 2,440     | 33       |
| Krepoljin  | 47.80      | 1,958     | 41       |
| Suvi Hacer | 91.33      | 1,365     | 15       |
| Osanica    | 66.52      | 1,281     | 19       |
| Sige       | 19.84      | 935       | 47       |
| Milatovac  | 22.16      | 913       | 41       |
| Krupaja    | 25.52      | 766       | 30       |
| Jošanica   | 36.10      | 708       | 20       |
| Milanovac  | 16.47      | 595       | 36       |
| Selište    | 61.00      | 567       | 9        |
| Ribare     | 19.08      | 542       | 28       |
| Vukovac    | 22.95      | 519       | 23       |
| Bliznak    | 20.41      | 412       | 20       |
| Izvarica   | 18.93      | 396       | 21       |
| Breznica   | 22.37      | 244       | 11       |
| Medveđica  | 4.76       | 46        | 10       |